# Christopher Kite
Christopher James Kite, (Ilford, Essex, 5 november 1947 - Londen 15 juni 1994) was een klavecimbelspeler, pianist en muziekdocent.

## Levensloop
Na zijn studies aan de Universiteit van Oxford en aan de Royal College of Music bij Millicent Silver (1905-1986), debuteerde Kite met een concert in Wigmore Hall in 1972 en ontwikkelde een drukke loopbaan met uitvoeringen op piano, pianoforte en klavecimbel. In 1977 behaalde hij de Vierde prijs op het internationaal klavecimbelconcours in Brugge, in het kader van het Musica Antiqua Festival.
Hij was pas dertig toen hij docent klavecimbel en pianoforte werd aan de Guildhall School of Music and Drama in Londen en hij trok er heel wat talentvolle studenten aan.
Kite was een allround professor, die zijn leerlingen voorbereidde zowel voor het concertleven als solist of als begeleider, als leraar of als uitgever van muziek. Hijzelf beoefende actief al die aspecten. Zo publiceerde hij de klavierwerken van Georg Friedrich Händel, Henry Purcell en van Domenico Scarlatti.
Hij werd hoofd muziekstudies in de Guildhall School of Music (1987-1994). Dit betekende onder meer het leiden van de cursus Oude Muziek die hij tot nieuwe hoogten bracht. Hij deed hetzelfde voor de Guildhall's Jazz and Rock Course en voor de training van leerkrachten. Vanaf 1989 was hij bestuurder en van 1992 tot aan zijn dood voorzitter van het Early Music Centre in Londen. 
Hij ontwikkelde verder zijn concertante activiteiten. Hij vormde een bekend pianoduo met Robert Ferguson en concerteerde ook solo, zowat overal in Europa. Hij nam graag deel aan zomercursussen, zowel in Engeland als overzee, als voordrachtgever en als docent.
De Guildhall School of Music reikt een Christopher Kite Memorial Prize uit.

## Discografie
Kite deed heel wat platenopnamen, met onder meer 
- kamermuziek van Mozart
- kamermuziek van Beethoven (Kite op pianoforte)
- klassieke en vroegromantische pianoconcerto's Samen met de Hanover Band
- 17de-eeuwse virginaalmuziek.

## Publicaties
- The harpsichord pieces from the Aylesford Collection, George Frederic Haendel, Volume One (1983)
- Henry Purcell: Complete harpsichord music, Book One (1983)
- Domenico Scarlatti: Sonatas For Harpsichord Book One

## Privé
Kite was in 1981 getrouwd met Ursula Ksinsik en ze hadden een zoon, Sebastian. 
- Bibliothèque nationale de France: cb13896026z (data)
- International Standard Name Identifier: 0000 0000 5514 1880
- Library of Congress Control Number: n82091485
- MusicBrainz: d06678c1-4a47-4313-aeeb-38fc1ea893eb
- Nationale Bibliotheek van Tsjechië: xx0183260
- Nationale Bibliotheek van Israël: 987007329600305171
- Nederlandse Thesaurus van Auteursnamen: 071890904
- Virtual International Authority File: 42025690
- WorldCat: E39PBJgmHmjfHYhdhXVMcDWxDq